# IWI Negev
Das IWI Negev ist ein leichtes Maschinengewehr, das zur Ausrüstung der israelischen Streitkräfte gehört. Im Jahr 2012 wurde das neue Negev NG7 im Kaliber von 7,62 mm als neuer Standard der israelischen Streitkräfte präsentiert.

## Geschichte
In den 1980er-Jahren suchte das israelische Militär Ersatz für sein bisheriges Standard-MG vom Typ FN MAG. Obgleich sehr zuverlässig, erwies dieses sich als zu schwer für eine Infanteriewaffe. Zudem war es nicht für das kleinere NATO-Kaliber 5,56 mm geeignet. Ausländische Modelle wie das FN Minimi wurden erprobt, letztendlich wurde jedoch die Entwicklung einer eigenen Waffe beschlossen. Diese wurde im Jahr 1997 offiziell bei den Landstreitkräften eingeführt und wird dort auf Gruppenebene eingesetzt. Als Bordwaffe von Panzerfahrzeugen und Hubschraubern wurde das FN MAG bislang jedoch nicht abgelöst.

## Technik

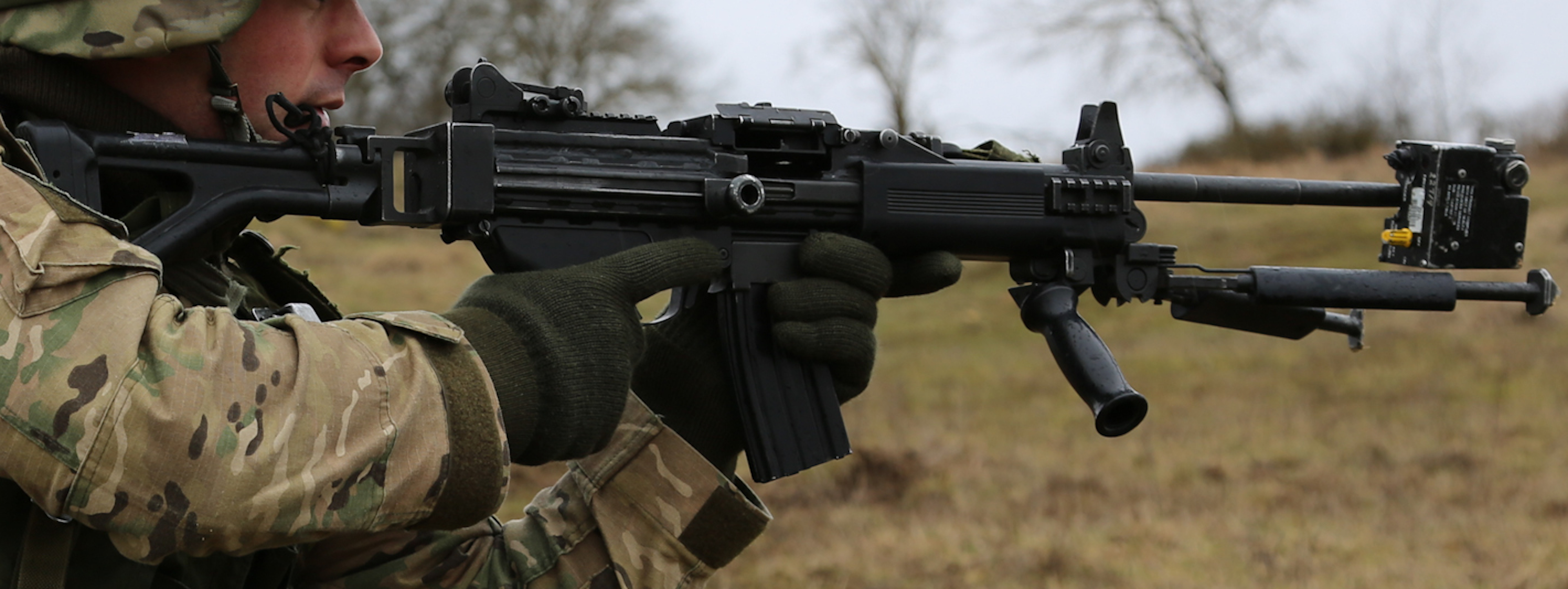
Georgischer Soldat mit einer Negev in 5,56 × 45 mm NATO mit STANAG-Magazin

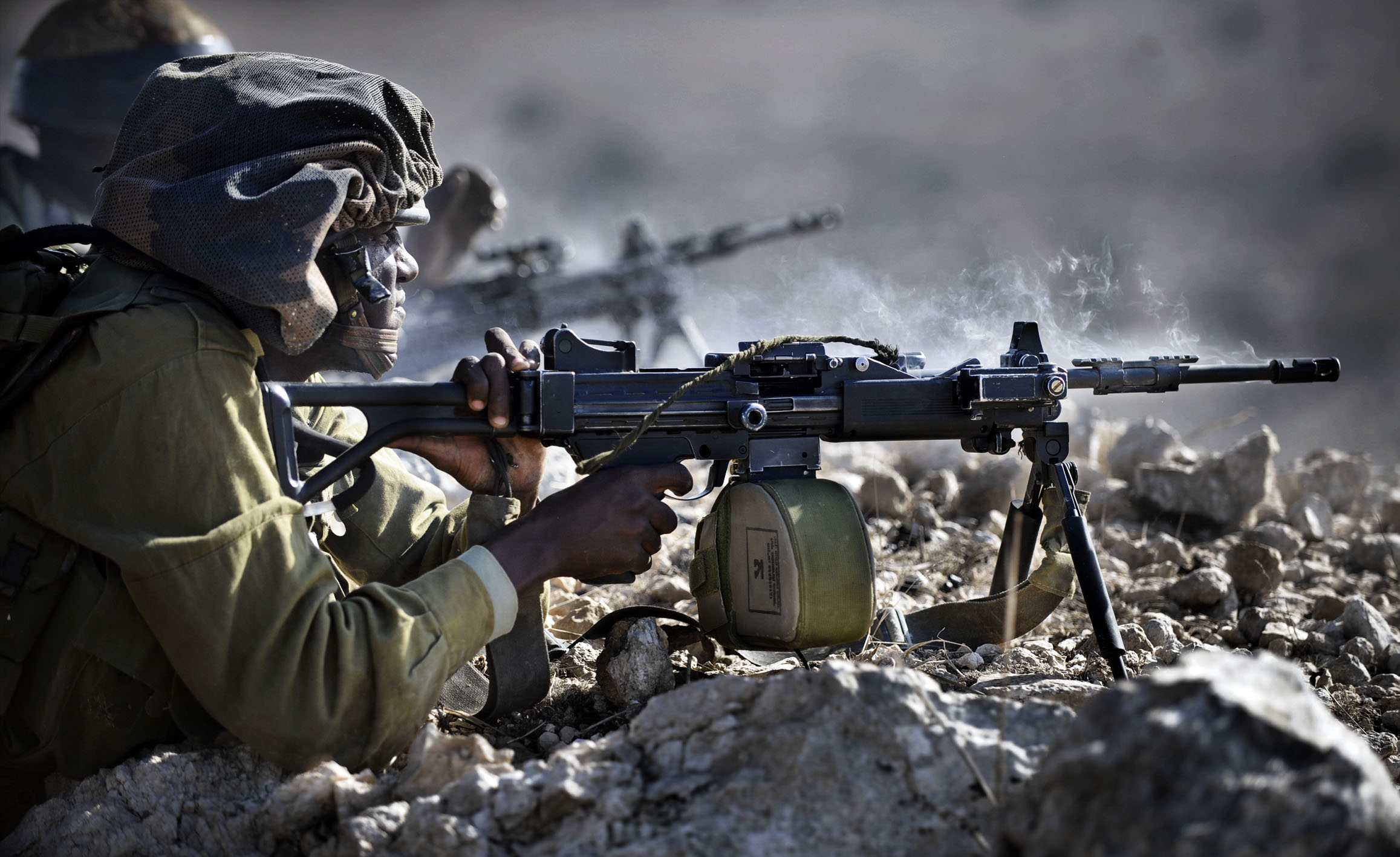
Negev in 5,56 × 45 mm NATO mit Gurtkasten

Das Negev-MG arbeitet als Gasdrucklader, der Gaskanal liegt unterhalb des Laufes. Der Gasdruck kann in drei Stufen reguliert werden. Die niedrigste Stufe wird beim Einsatz von Magazinen gewählt und bietet die geringste Feuerrate. Die beiden weiteren Stufen erlauben einen höheren Gasdurchsatz und sind für den Einsatz von Munitionsgurten vorgesehen, insbesondere bei stark verschmutzten Waffen.
Die Waffe ist zuschießend; der offene Verschluss unterbindet Selbstentzündungen der Patronen bei fortgesetztem Dauerfeuer. Munition kann entweder durch Munitionsgurte oder Magazine zugeführt werden. Dabei sind sowohl die Magazine des israelischen Galil-Gewehrs als auch STANAG-Magazine verwendbar. Für letzteren Fall ist jedoch ein Adapter erforderlich. Die Läufe sind leicht wechselbar. Neben einem langen Standardlauf steht ein kurzer Lauf zur Verfügung. Mit diesem kann das MG in die kompakte Commando-Version umgewandelt werden.

## Nutzerländer
- Aserbaidschan[4]
- Kolumbien[5]
- Costa Rica[5]
- Äquatorialguinea[6]
- Estland[5][7]

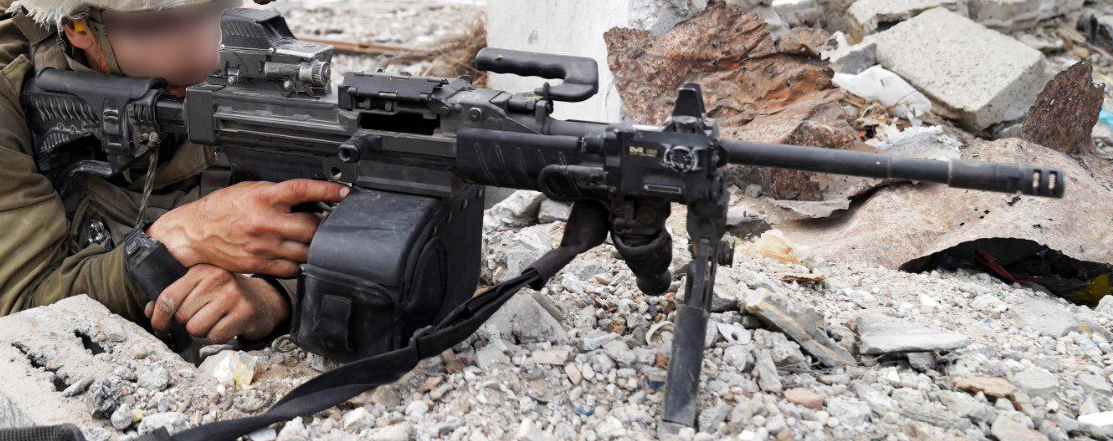
Israelischer Soldat mit einer Negev NG7 in 7,62 × 51 mm NATO mit Gurtkasten

- Georgien[8] – Seit Mai 2010, Standard der GAF.
- Israel[9] – Negev NG7 seit 2012.[10]
- Mexiko[11]
- Paraguay[12]
- Thailand – 2007 wurden 1000 Maschinengewehre angeschafft und 2008 weitere 550.[13]
- Vietnam – Im Dienst in den Spezialseestreitkräften.[14]